# Перкалаба
Перкала́ба (укр. Перкалаба) — музыкальная украинская группа из Ивано-Франковска. Появилась в 1998 году.

## Про группу
Название группы «Перкалаба» происходит от названия гуцульского посёлка Перкалаб, который находится на границе Черновицкой и Ивано-Франковской областей и недалеко от границы с Румынией. История группы ведётся с 1998 года, — тогда «Перкалаба» впервые выступила на фестивале «Червона Рута».
Музыкальный стиль группы в начале деятельности — близкий к ска-панку и регги, но со временем в музыке группы начинают преобладать гуцульские мотивы. Современное звучание группы можно отнести к фолк-року. Участники группы подчёркивают склонность к простоте, природной гармонии, лёгкости, юмору и позитивной энергии.

## Состав группы
- Sha Man — вокал
- Виктор Новожилов — гитара, вокал
- Саша Гридин — бас-гитара
- Владимир «ВовенJAH» Шотурма — цимбалы, бэк-вокал
- Сергей Шваюк — труба
- Виктор Степанюк — тромбон
- Березень — ударные
- Руслана Хазипова — бэк-вокал, джембе, танцы

Продюсер группы — Олег «Мох» Гнатив

## Дискография
- 2004 — Свято грибів і форелів
- 2005 — Горрри!
- 2006 — Qzzaargh vs. Перкалаба
- 2007 — Говорить Івано-Франківськ!
- 2009 — !Чидро
- 2011 — Перкалаба. Rok’it Kuzьmook[6]
- 2011 — Дідо[7]
- 2013 — Джєрґа
- 2015 — Familia PERKALABA. Tribute to Gutzul Sound System[8]
- 2016 — Argelujah (EP)
- 2016 — Daraba
- 2019 — #ґазззууу